# Niederernen
Niederernen (toponimo tedesco) è una frazione del comune svizzero di Ernen, nel Canton Vallese (distretto di Goms).

## Storia
Già comune autonomo, nel 1872 è stato accorpato al comune di Ernen.

## Monumenti e luoghi d'interesse

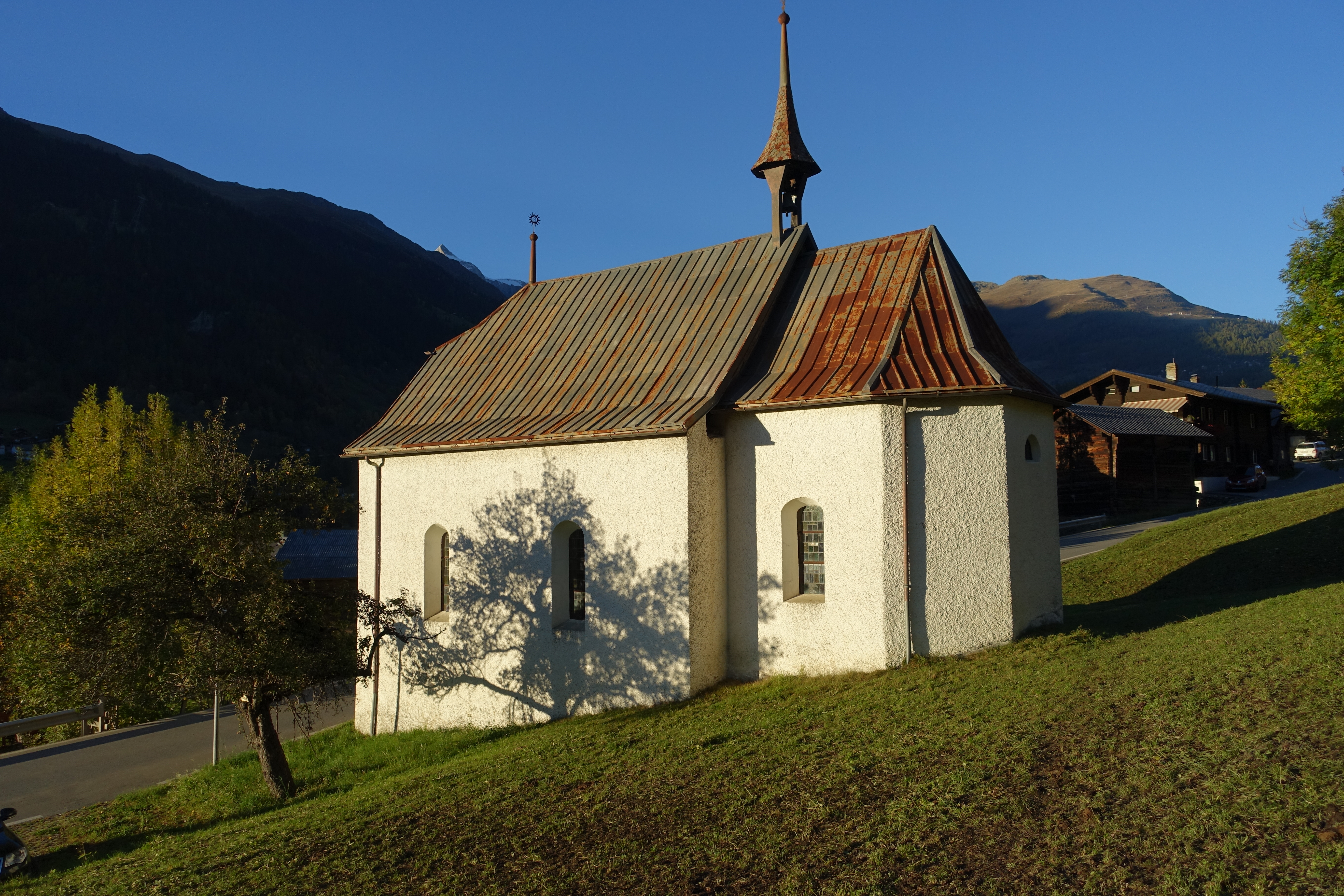
La cappella di Sant'Antonio

- Cappella di Sant'Antonio[senza fonte].

## Amministrazione
Ogni famiglia originaria del luogo fa parte del cosiddetto comune patriziale e ha la responsabilità della manutenzione di ogni bene ricadente all'interno dei confini della frazione.